# Hotchkis Racing
Le Hotchkis Racing est une écurie de sport automobile américaine fondée en 1985 par John Hotchkis (de) pour participer au Championnat IMSA GT.

## Résultats en compétition automobile

### 24 Heures de Daytona
| Année | Copilotes                                                      | Voiture     | Moteur                                 | Classe | Pneus | Tours | Pos. | Class Pos. |
| ----- | -------------------------------------------------------------- | ----------- | -------------------------------------- | ------ | ----- | ----- | ---- | ---------- |
| 1986  | John Hotchkis (de) Jim Adams Kóstas Los                        | March 83G   | Porsche Flat-6 Turbo                   | GTP    | G     | 402   | Abd. | Abd.       |
| 1987  | John Hotchkis (de) John Hotchkis Jr. Jim Adams                 | Porsche 962 | Porsche Type-962/70 2,9 l Flat-6 Turbo | GTP    | G     | 719   | 5e   | 5e         |
| 1988  | John Hotchkis (de) John Hotchkis Jr. Jim Adams                 | Porsche 962 | Porsche Type-962/72 3,0 l Flat-6 Turbo | GTP    | G     | 98    | Abd. | Abd.       |
| 1989  | John Hotchkis (de) John Hotchkis Jr. Jim Adams                 | Porsche 962 | Porsche Type-962/72 3,0 l Flat-6 Turbo | GTP    | G     | 483   | Abd. | Abd.       |
| 1990  | John Hotchkis (de) John Hotchkis Jr. Jim Adams                 | Porsche 962 | Porsche Type-962/72 3,0 l Flat-6 Turbo | GTP    | G     | 688   | 6e   | 5e         |
| 1991  | Chris Cord (en) John Hotchkis (de) Jim Adams Rob Dyson (en)    | Porsche 962 | Porsche Type-962/72 3,0 l Flat-6 Turbo | GTP    | G     | 692   | 3e   | 2e         |
| 1993  | John Hotchkis (de) Jim Adams Robert Kirby (de) Chris Cord (en) | Porsche 962 | Porsche Flat-6 Turbo                   | GTP    | G     | 692   | Abd. | Abd.       |

## Pilotes
- Jim Adams (1986-1991, 1993)
- Chris Cord (en) (1991, 1993)
- Rob Dyson (en) (1991)
- John Hotchkis (de) (1986-1991)
- John Hotchkis Jr. (1986-1990)
- John Kalagian (1986)
- Robert Kirby (de) (1993)
- Kóstas Los (1986)